# 57-й Нью-Йоркский пехотный полк
57-й Нью-Йоркский пехотный полк (57th New York Volunteer Infantry Regiment, так же National Guard Rifles; Clinton Rifles; United States Voltigeurs и Zook’s Voltigeurs) — представлял собой один из пехотных полков армии Союза во время Гражданской войны в США. Полк был сформирован в ноябре 1861 года и прошёл все сражения Потомакской армии на Востоке от сражения при Севен-Пайнс до сражения при Римс-Стейшен в августе 1864 года, после чего был расформирован ввиду истечения срока службы. Часть полка была переведена в 61-й Нью-Йоркский пехотный полк.

## Формирование
Полк был набран и принял на службу в федеральную армию в Нью-Йорке, между 12 августа и 19 ноября 1861 года. 19 октября он получил свой порядковый номер. Полк был собран из отдельных подразделений:
- National Guard Rifles или Zook’s Voltigeurs, полковника Зука, — сведённые в роты A, B, C, D и E
- Clinton Rifles, полковника Джона Пажа, — сведённые в роты F, G и H
- United States Voltigeurs, полковника Альберта Ремсей, — сведённые в роты I и K[1].

Роты полка были набраны: в Нью-Йорке (A, D, E, F и G), в Утике (B) в округе Кингс (C) и в округе Датчесс (H, I, K).
Полковник Самуэль Зук стал первым командиром полка. Джон Паж стал подполковником, а Филип Перисен — майором.

## Боевой путь
19 ноября полк покинул Нью-Йорк и прибыл в Вашингтон, где был включён в бригаду Уильяма Френча, которая была 3-й бригадой в дивизии Эдвина Самнера в составе Потомакской армии. Всю зиму дивизия использовалась для охраны Вашингтона.
3 февраля 1862 года подполковник Паж уволился, его место занял майор Перисен, а капитан рота А, Альфред Чапман получил звание майора.
10 марта бригада Френча оказалась в составе дивизии Ричардсона (II корпус Потомакской армии) и участвовала в наступлении на Манассас. В апреле она была переведена на Вирджинский полуостров и участвовала в осаде Йорктауна. В конце мая она участвовала в сражении при Севен-Пайнс, где полк потерял 7 человек убитыми и 11 ранеными. В ходе Семидневной битвы полк участвовал в сражениях при Гейнс-Милл, при Саваж-Стейшен, при Глендейле и при Малверн-Хилл. В этих боях было потеряно 8 человек убитыми, 9 ранеными и 27 пропавшими без вести.
В июле полк стоял в лагере в Харрисон-Лендинг. В середине августа он был переведён в форт Монро, переправлен по морю в Александрию и направлен в Сентервилл на усиление армии генерала Поупа. После разгрома Поупа при Булл-Ран бригада прикрывала отступление его армии, хотя 57-й полк активно задействован не был. В это время Френч был повышен до дивизионного командира и его бригаду временно возглавил полковник Джон Брук. В составе его бригады полк участвовал в Мерилендской кампании. Зук не смог командовать полком по состоянию здоровья и его место временно занял подполковник Парисен.

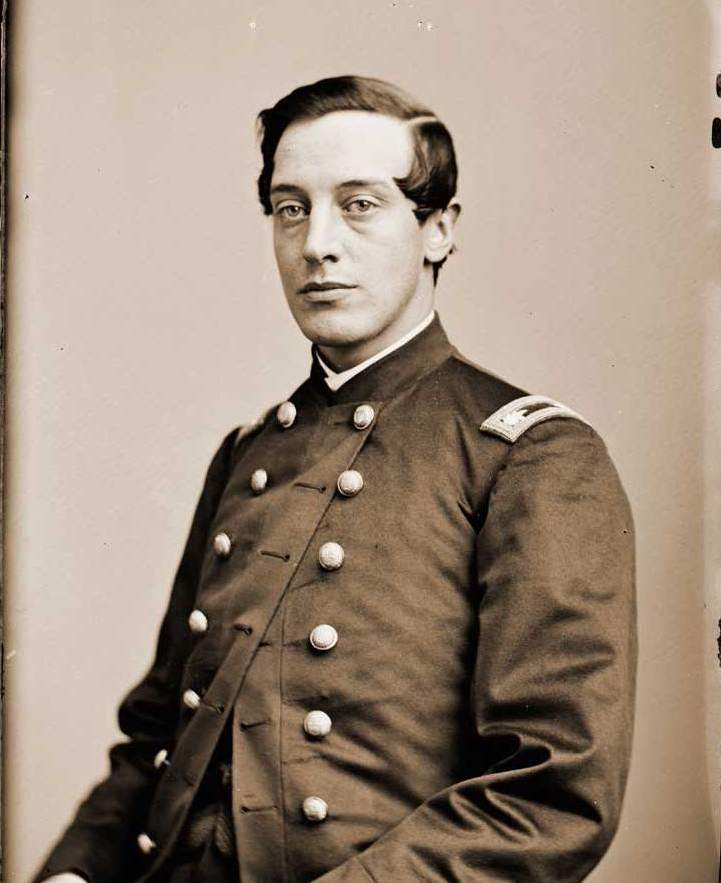
Подполковник Элфорд Чапман

Во время сражения при Энтитеме дивизия Ричардсона была брошена в наступление на позиции дивизии Хилла у дороги «Санкен-роуд». Атака бригады Мигера была отбита, но атака бригады Колдуэлла удалась. Бригада Брука в это время стояла в резерве. Чтобы остановить наступление федералов, генерал Хилл бросил им во фланг бригаду Гарланда; тогда бригада Брука развернулась, чтобы отбить эту атаку, после чего Брук возглавил 57-й и 66-й полки и повёл их вперёд на помощь бригаде Колдуэлла. Им удалось оттеснить противника и захватить два знамени (в тмо числе знамя 11-го Алабамского полка), но при этом был убит командир 57-го Нью-Йоркского, подполковник Перисен, и его место занял майор Чапман. Два полка заняли позицию на «Санкен-роуд», но попали под обстрел, организованный лично генералом Лонгстритом, и Брук решил отвести бригаду с опасной позиции. В этом бою полк потерял полковника, двух офицеров и 27 человек убитыми, 6 офицеров и 64 рядовых ранеными и 3-х пропавшими без вести.
С 22 сентября по 29 октября полк стоял в Харперс-Ферри. 27 октября майор Чапман получил звание подполковника, а 28 октября капитан Гэрроу Троп стал майором.
29 октября полк участвовал в наступлении в Лоудонской долине и перемещении армии к Фалмуту. В это время Самуэль Зук возглавил бригаду, передав полк подполковнику Чапману.
13 декабря полк участвовал в сражении при Фредериксберге, где бригада Зука наступала в первой линии дивизии Хэнкока. Зук писал в рапорте, что его полкам удалось подойти к позициям противника ближе, чем всем прочим бригадам. В этом бою погибло 19 человек, включая майора Трупа, 68 человек было ранено.
В январе 1863 года полк участвовал в «Грязевом марше» Бернсайда, затем до весны простоял в Фалмуте, а с 27 апреля участвовал в Чанселорсвиллской кампании. 3 мая во время сражения при Чанселорсвилле на участке бригады Зука не было серьёзных боёв, так что полк потерял только 2 человек убитыми, 28 ранеными и одного пропавшим без вести.
К началу Геттисбергской кампании полк насчитывал 179 человек и им командовал подполковник Элфорд Чапман. Во время сражения при Геттисберге полк участвовал в атаке дивизии Колдуэлла на поле Уитфилд 2 июля. Колдуэлл послал а бой три бригады в первой линии, и бригада Зука была крайней справа. В составе этой бригады 57-й атаковал южнокаролинские полки бригады Кершоу на Каменистом Холме. Федералам удалось отбить холм, но во фланг им вышла бригада Уоффорда и бригада Зука начала отступать. «Ко мне подъехал штабной офицер, — вспоминал полковник Чапман, — и сказал, что правый фланг бригады рухнул, и что враг быстро наступает с фланга, и посоветовал мне отвести полк в тыл, чтобы избежать окружения. Я решился так и поступить, и начал разворачивать полк фронтов вправо чтобы защитить правый фланг бригады, когда вся наша линия неожиданно обратилась в бегство, в беспорядке отходя прямо сквозь ряды моего полка».
На второй день сражения бригада была отведена на Кладбищенский хребет, где пассивно участвовала в отражении атаки Пикетта. За два дня боёв 57-й Нью-Йоркский потерял 4 человек убитыми, 28 ранеными и 2 пропавшими без вести.